# ピーター・フェルナンデス
ピーター・フェルナンデス（Peter Fernandez、1927年1月29日 - 2010年7月15日） は、アメリカ合衆国の男性声優、俳優、音響監督、脚本家。

## 人物
ニューヨーク・マンハッタン出身。父親の事業が失敗したこときっかけで、7歳でモデルとしてデビュー。11歳の誕生日にブロードウェイの舞台『White Oaks』で子役デビューし、ニューヨークで舞台とラジオを中心に活動した。
1945年に徴兵を受けるが、基礎訓練中に第二次世界大戦が終結。除隊後は俳優・脚本家としての活動を開始。外国製映像作品の英語吹き替えの仕事も手がけるようにもなり、声優の活動も開始した。
2009年にワシントン州シアトルで行われたサコラコンにゲストとして出演し、これが最後の活動となった。2010年7月15日に肺がんの為、ニューヨーク・ポモーナで死去。
思い入れのある作品として『マッハGoGoGo』と『おくびょうなカーレッジくん』を挙げている。

## 受賞
- アメリカン・アニメ・アワード：特別賞功績賞[8]

## 出演作品

### テレビアニメ
1963年
- 鉄腕アトム

1964年
- 鉄人28号

1967年
- マッハGoGoGo（三船剛、覆面レーサーX、他）

1968年
- がんばれ！マリンキッド（マリーナ博士）

1969年
- 海底少年マリン（マリーナ博士）

1981年
- アニメ 親子劇場

1985年
- 宇宙戦艦ヤマトIII（島大介）

1988年
- 科学救助隊テクノボイジャー

1995年
- エース・ベンチュラ

2000年
- おくびょうなカーレッジくん（ベントン・タランテーラ、ランディ）

2001年
- おくびょうなカーレッジくん（中秋の名月の精霊）

2002年
- おくびょうなカーレッジくん

2003年
- ケニー・ザ・シャーク

2008年
- スピード・レーサー・ネクストジェネレーション（スピードレーサー・シニア（初代）、スプライトルレーサー（初代））

2009年
- 黒神 The Animation（永嶺隆人）

### 劇場アニメ
1961年
- 西遊記（孫悟空）

1978年
- ルパン三世 ルパンVS複製人間（ルパン三世、次元大介、大統領）※全日空機内上映版

1986年
- グリックの冒険

1987年
- 天空の城ラピュタ（ナレーター）※ストリームライン版

### OVA
2006年
- Spider's Web: A Pig's Tale（ノイマン）

2007年
- Plan Bee（エルダー1）

### ゲーム
1999年
- The Longest Journey（老人）

### 吹き替え
1962年
- モスラ

1963年
- 釈迦（シッダ太子 / 仏陀<本郷功次郎>）

1964年
- スーパージャイアンツ
- モスラ対ゴジラ（漁民）

1966年
- ウルトラマン
- 荒野の用心棒（アントニオ・バクスター）
- 続・夕陽のガンマン（ベイカー）

1967年
- ゴジラ・エビラ・モスラ 南海の大決闘（良太）

1968年
- 怪獣島の決戦 ゴジラの息子（真城伍郎<久保明>）

1969年
- マグマ大使（木田記者）

1972年
- ゴジラ対ヘドラ（毛内行夫<柴本俊夫>）

### 映画
1965年
- The Dirty Girls（ロバート・マーシャルの声）

1966年
- Gammera the Invincible（上田先生の声）

1993年
- ギルバート・グレイプ（声）

1999年
- クレイドル・ウィル・ロック（声）

2008年
- スピード・レーサー（レース・アナウンサー）

### テレビ映画
1981年
- スコーキー/ユダヤとナチの凄絶な戦い（バックグラウンドボイス）

### オリジナルビデオ
2004年
- オタク・ユナイト!（本人役）

### ラジオドラマ
1957年
- X-Minus One（ハウィー）

### オーディオブック
2000年
- Peter Absolute on the Erie Canal（ゴロー）

### 本人出演
2007年
- Anime: Drawing a Revolution

## 参加作品
特記の無いものに限り、音声演出としての参加

### テレビアニメ（スタッフ）
1963年
- 鉄腕アトム（ダイアログ）

1964年
- 鉄人28号

1967年
- ジョニーサイファー（脚本）
- マッハGoGoGo（音声演出、主題歌作詞）

1968年
- がんばれ！マリンキッド

1969年
- 海底少年マリン（音声演出、脚色）

1981年
- アニメ親子劇場

1985年
- 宇宙戦艦ヤマトIII

1988年
- 科学救助隊テクノボイジャー

1995年
- エース・ベンチュラ
- Princess Gwenevere and the Jewel Riders

2000年
- おくびょうなカーレッジくん

2003年
- ケニー・ザ・シャーク

### 劇場アニメ（スタッフ）
1961年
- 西遊記（台本）

1979年
- 龍の子太郎

1983年
- 世界名作童話 白鳥の王子
- 世界名作童話 森は生きている
- 長靴をはいた猫 80日間世界一周

1985年
- まんがイソップ物語
- グリックの冒険（ダイアログ・ディレクター）

1988年
- ガンダーラ（音声演出）

### OVA（スタッフ）
- ザ・シークレット・アナスタシア
- ザ・シークレット・オブ・ムーラン

### 吹き替え（スタッフ）
1962年
- モスラ（台本）

1963年
- 釈迦

1964年
- スーパージャイアンツ（音声演出、脚色）
- モスラ対ゴジラ（音声演出、台本）[5]

1965年
- 夕陽のガンマン（音声演出、台本）

1966年
- ウルトラマン（ダイアログ・ディレクター、台本）
- 荒野の用心棒（音声演出、台本）

1968年
- 黄金の眼※劇場公開版

1967年
- ゴジラ・エビラ・モスラ 南海の大決闘（台本）[5]

1969年
- 怪獣島の決戦 ゴジラの息子（音声演出）
- マグマ大使（音声演出、台本）

公開年不明
- ありふれた愛のストーリー
- アルアンダルス
- エル・ニド
- 女必殺拳
- 国際秘密警察 絶体絶命
- 殺人拳2
- タタール人の砂漠
- 中国超人インフラマン
- ニュー・シネマ・パラダイス
- バーバンク
- 薔薇のスタビスキー
- ヴァンパイア黙示録
- ビッグ・マグナム77
- Flight of the Eagle（ダイアログ・ディレクター、台本）
- ブラッド・リンク（ダイアログ・ディレクター）
- みじかくも美しく燃え（プロデューサー）
- ミミの誘惑
- ミラクルワールド ブッシュマン3（音声演出、台本）
- リオの男
- レディ・イポリタの恋人 夢魔

### 映画（スタッフ）
1965年
- The Dirty Girls（脚本、原案）

1966年
- The Alley Cats（脚本）

1982年
- ドッグ・オブ・ヘル

1985年
- 死霊のえじき 最終版（ADRディレクター）

### オリジナルビデオ（スタッフ）
1985年
- Woof!（ダイアログ）